# Батлер, Лафонза
Лафонза Романик Батлер (англ. Laphonza Romanique Butler; род. 11 мая 1979, Магнолия, Миссисипи) — американская общественная активистка и политик, член Демократической партии США. Сенатор США от Калифорнии (2023—2024).

## Биография
Провела детство в Миссисипи, окончила в Калифорнии Джексонский университет.
Более десяти лет Лафонза Батлер возглавляла в Калифорнии местное отделение № 2015 Международного союза обслуживающего персонала (SEIU), в 2019 году стала партнёром в компании SCRB Strategies, специализирующейся на политическом консалтинге. Позднее фирма переименована в Bearstar Strategies, работала с губернатором Калифорнии Гэвином Ньюсомом и сенатором Алексом Падильей, который занял в Сенате США место Камалы Харрис после её избрания вице-президентом США. Позднее возглавила комитет политических действий EMILY's List, способствующий избранию женщин, поддерживающих право на аборты.
3 октября 2023 года Лафонза Батлер приведена вице-президентом США Камалой Харрис к присяге сенатора США и стала первым в истории чёрным сенатором — открытым геем и первым сенатором от Калифорнии — представителем сообщества ЛГБТ, а также третьей в истории чёрной женщиной — сенатором США. Губернатор Калифорнии Гэвин Ньюсом назначил Батлер после смерти Дайэнн Файнстайн.
18 октября 2023 года объявила об отказе от выдвижения своей кандидатуры на выборах в Сенат 2024 года.
8 декабря 2024 года ушла в отставку.